# Pierre Delbecque
Pierre (Pierrot) Delbecque (Etterbeek, 17 april 1930) was Belgisch hockeyer en ijshockeyer.

## Levensloop
Delbecque begon zijn carrière in het ijshockey, alwaar hij actief was bij Brussels IHSC. In het veldhockey was hij actief bij Royal Orée.
Daarnaast maakte hij deel uit van het Belgisch hockeyteam. Met de nationale ploeg nam hij onder meer deel aan de Olympische Zomerspelen van 1960. Ook maakte hij deel uit van de nationale equipe die in 1959 werd bekroond met de 'Nationale trofee voor sportverdienste'.